# Мая (район)
Ма́я (порт. Maia) — район (фрегезия) в Португалии, входит в округ Порту. Является составной частью муниципалитета Мая. Находится в составе крупной городской агломерации Большой Порту. По старому административному делению входил в провинцию Дору-Литорал. Входит в экономико-статистический субрегион Большой Порту, который входит в Северный регион. Население составляет 9816 человек на 2001 год. Занимает площадь 3,61 км².
Покровителем района считается Архангел Михаил (порт. São Miguel).